# 家近正直
家近 正直（いえちか まさなお、1933年7月18日 - 2016年3月2日）は、日本の弁護士。元弁護士法人第一法律事務所代表社員。田辺三菱製薬、京阪電気鉄道、カプコン、日本エスコン（現：エスコン）監査役を務めた。

## 略歴
（出典）
- 1933年 - 誕生
- 1962年4月 - 弁護士登録(大阪弁護士会)
- 1981年4月 - 大阪弁護士会副会長 日本弁護士連合会理事
- 1988年3月 - 法務省法制審議会商法部会委員
- 1994年6月 - 田辺三菱製薬株式会社社外監査役
- 1998年6月 - 京阪電気鉄道株式会社社外監査役
- 2001年4月 - 株式会社日本エスコン社外監査役
- 2002年6月 - 株式会社カプコン取締役
- 2003年 - 旭日小綬章を受章[1]
- 2004年6月 - 甲南大学法科大学院教授
- 2007年12月 - 弁護士法人第一法律事務所代表社員
- 2008年6月 - 株式会社カプコン当社監査役
- 2016年3月2日 - 逝去[2][3]

## 著書
（出典）
- 飯村佳夫(編)・家近正直(編)・池田辰夫(編)・窪田充見(編)・潮見佳男(編)・末永敏和(編)『民事法 2 商法・民法・民事訴訟法 （ロースクール演習講座）』（民事法研究会、2008年3月）
- 田邊光政・藤田勝利・吉本健一・家近正直・今中利昭編『最新会社法をめぐる理論と実務』（新日本法規出版、2003年）[6]
- 家近正直(編著)・近藤光男(編著)・吉本健一(編著)『討論コーポレートガバナンス』（学際図書出版、1999年9月）
- 家近正直(編著)・桑原豊(ほか著)『営業の法務対策』（学際図書出版、1999年4月）
- 家近正直(編集)『現代裁判法大系 17 会社法』（新日本法規出版、1999年1月）
- 家近正直(共著)・大矢息生(共著)『会社法はどう改正されたか』（税務経理協会、1990年9月）
- 家近正直(共著)・大矢息生(共著)『会社法はどう改正されるか』（税務経理協会、1990年5月）